# Санта-Барбара (телесериал)
«Са́нта-Ба́рбара» (англ. Santa Barbara) — американская дневная мыльная опера, транслировавшаяся в США с 1984 по 1993 год по телеканалу NBC. Первый сериал, показанный на территории СНГ после распада СССР, один из самых популярных и длинных из когда-либо транслировавшихся в России. Название сериала стало синонимом понятия «мыльная опера». Всего было снято 2564 серии, включая серии не вышедшие на экран. 427 серий было отснято в режиссерской версии, но сериал был остановлен.
Действие происходит в городе Санта-Барбара (Калифорния).

## Производство
Сериал рассказывает о жизни богатой семьи Кэпвеллов из города Санта-Барбара. Помимо Кэпвеллов, также присутствовали и другие семьи: от соперничавших с Кэпвеллами Локриджей до менее обеспеченных Андраде и Перкинсов, которые сталкивались с похожими проблемами.
В первом сезоне присутствовало центральное событие, к которому были завязаны побочные сюжетные линии: убийство Ченнинга Кэпвелла-младшего. Само убийство показано не было, оно произошло за 5 лет до непосредственного начала событий. В первой серии несправедливо осуждённый за убийство Ченнинга Джо Перкинс выходит из тюрьмы по УДО и возвращается в Санта-Барбару, намереваясь доказать свою невиновность. Как и в любой другой мыльной опере, под подозрение в убийстве Ченнинга-младшего попадает почти каждый персонаж, который был с ним связан тем или другим способом, от наличия незаконнорождённого сына до таинственной смерти матери и гомосексуальности. Выход первых эпизодов шоу сопровождался жесточайшей критикой, которая называла сериал «худшей программой на телевидении», но  Добсоны добавили в сюжет землетрясение 1984 года и таинственного серийного убийцу, чтобы таким образом убить всех непопулярных персонажей и убрать их из сюжета.
После того, как в списке основных персонажей остались лишь популярные, такие как Иден Кэпвелл (Марси Уокер) и Круз Кастильо (Эй Мартинес), Си Си Кэпвелл (Чарльз Бэйтман, позже Джед Аллан) и его жена София (Джудит Макконнелл), Мэйсон Кэпвелл (Лейн Дэвис) и Джулия Уэйнрайт (Нэнси Ли Гран), Джина Блейк Демотт Кэпвелл Тиммонс (Линда Гиббони, позже Робин Мэттсон), Августа и Лайонел Локридж (Луиза Сорел и Николас Костер), сериал смог достичь хорошего уровня и медленно, но уверенно повышал свой рейтинг.
Сериал известен своим комедийным стилем и необычным сценарием. К примеру, в серии от 14 июля 1986 бывшая монахиня Мэри Дюваль Маккормик (актриса Харли Джейн Козак) была убита огромной неоновой буквой «С» (первая буква от «Capwell» на вывеске отеля Кэпвеллов), когда она стояла на крыше отеля и пыталась вспомнить, что ела на завтрак (позже на это была ссылка в мультфильме American Dad, когда второстепенный персонаж упомянул, что его жена погибла из-за «большой С» (что означает не «рак» (cancer), а первую букву вывески «Coca-Cola»), и, несмотря на огромное количество писем от фанатов (которые требовали вернуть Мэри в сериал), Козак сообщила через прессу, что «не имеет желания возвращаться в сериал или любую другую „мыльную оперу“».
В 1988 году Добсонам было запрещено присутствие на студии после нескольких их попыток уволить главного сценариста. Они подали в суд и, в конце концов, выиграли процесс, но магию было уже не вернуть. Рейтинги сериала продолжали падать, даже несмотря на то, что он выиграл 3 награды «Эмми» подряд за лучшую дневную драму.
Под руководством Джилл Фаррен Фелпс основной сюжет сериала снова стал вращаться вокруг Круза и Иден. Одной из спорных линий стало жестокое изнасилование Иден и открытие, что насильником был её гинеколог Зак Келтон (Ли МакКлоски), который осматривал её после изнасилования. МакКлоски утверждал, что ему изначально не нравился этот сюжетный поворот,  который, по его мнению, мог способствовать тому, что женщины станут бояться гинекологов. После сюжетной смерти Зака Келтона МакКлоски вернулся в сериал в новой роли — окружного прокурора Итана Эшера.
Фелпс ушла из сериала в начале 1990-х после того, как её понизили и заменили Джоном Конбоем на должности 
исполнительного продюсера. Позже Конбоя заменил Поль Раух, который и стал последним исполнительным продюсером «Санта-Барбары» (по иронии судьбы, все трое продюсеров позже пришли в другую долгоиграющую мыльную оперу «Направляющий свет». По различным причинам сериал покидали и были хотя бы раз заменены все исполнители главных ролей (Робин Райт, Лейн Дэвис, Марси Уокер, Джастин Дис). Популярная актриса Луиза Сорел, исполнительница роли Августы Локридж, была уволена из-за отказа играть роман с Дэшем Николсом (Тимоти Гиббс), мужчиной, который по сюжету ранее изнасиловал сестру Августы Джулию. Иден, Круз и большая часть Локриджей также были убраны, и одновременно введены новые персонажи, которых играли такие звезды как Ким Зиммер, Джек Вагнер и Сидни Пенни, и которые заняли большую часть эфирного времени сериала. Однако рейтинги продолжали падать все больше и больше, что привело к решению завершить сериал. Заключительная серия вышла 15 января 1993. В ней София и СиСи Кэпвелл (Джудит Макконнелл и Джед Аллан) наконец помирились, Келли (Айлин Дэвидсон, 4-я актриса в роли) нашла свою любовь с Коннором Маккэйбом (Чарльз Грант), которому пришлось разоружать Энди Кляйн на свадьбе Уоррена и БиДжей.
Думаю, мы идём в правильном направлении, так как сейчас «Санта-Барбара» единственная и неповторимая мыльная опера, чьи оценки и рейтинги непрерывно растут — остальные либо держат планку, либо теряют зрителей. За много лет работы над шоу мы наконец-то поняли, кого хотят видеть зрители. Как бы там ни было, наша основная задача остаётся прежней — рассказать увлекательную историю о группе богачей из Санта-Барбары. Единственный и оригинальный способ добиться этого — продолжать усердно работать, и именно благодаря нашей удивительной команде мы добились успеха!
Бриджет и Джером Добсон 

## Сюжет

### Сезон 1
(30 июля 1984 — 30 июля 1985) — 256 серий.
Сериал рассказывает о четырёх семействах, проживающих в калифорнийском городке Санта-Барбара: богатые Кэпвеллы; обеспеченные Локриджи, потерявшие престиж в глазах Кэпвеллов; Перкинсы — представители рабочего класса и мексиканцы Андраде.
Джо Перкинс (актёр Дэйн Уизерспун) только что вышел из тюрьмы, отсидев пять лет за убийство Ченнинга Кэпвелла-младшего, которое он не совершал. Он лично пытается очистить своё имя, найти настоящего убийцу и вернуть свою возлюбленную Келли Кэпвелл, которая увлечена Питером Флинтом.
Возвращение Джо становится причиной распада его семьи, так как Джон Перкинс считает, что это именно Джо убил Ченнинга. Мариса Перкинс защищает сына и выгоняет мужа Джона Перкинса из дома.
Тем временем София Уэйн (вторая жена Си Си), мать Ченнинга и бывшая жена Си Си Кэпвелла, скрывается в окрестностях Санта-Барбары, выдавая себя за Доминика, человека с бородой, хотя все уверены, что она утонула несколько лет назад, отдыхая на яхте вместе с Лайонелом Локриджем, своим любовником. Она встречается с Джо и говорит ему о том, что нужно пробраться в комнату Ченнинга и осмотреть её, возможно там есть вещи, которые помогут в расследовании. Она предоставляет ему план дома и код от сигнализации. Джо задаёт много вопросов откуда она всё знает. Однако София уклоняется от ответов слишком долго и в итоге Джо начинает следить за ней. После слежки он понимает, что Доминик это не мужчина, а хорошо маскирующаяся женщина.
Рубен (Исмаэль «Ист» Карло) и Роза Андраде (Маргарита Кордова) работают у Кэпвеллов. Их дочь Сантана Андраде, у которой был роман с Ченнингом, родила от него сына Брэндона. Си Си решает отдать мальчика на усыновление, своему коллеге Стокману, так как он считает, что Ченнинг и Сантана очень молоды и могут не справиться с ролью родителей. Теперь пятилетний Брэндон не знает, что Джина ДеМотт (Линда Джиббони), жена Стокмана не его настоящая мать, а Джина не знает, что Си Си дедушка Брэндона. Сантана решает вернуть себе сына. В 61-й серии Сантана просит Мэйсона выяснить, где находится Джина, о том что Брэндон — её сын, она не рассказывает. В 62-й серии Мэйсон выясняет местонахождение Джины и рассказывает эту новость Сантане. После того, как Мэйсон уходит, девушка заказывает билет в Париж, где находятся Джина и Брэндон.
Кэпвеллы и Локриджи — давние враги в бизнесе. Напряжение возрастает, когда Мэйсон покупает земли Локриджей. Си Си хочет купить земли пляжа Локриджей. Он поручает купить земли Мэйсону. Старший сын хочет купить земли и сделать подарок отцу на день рождения. Мэйсон просит Питера Флинта выведать у Августы Локридж, где хранятся бумаги на землю. Видя, что Питер колеблется Мэйсон с помощью шантажа добивается своего. Питер спрашивает Августу Локридж о бумагах и та не подозревая ни о чём, рассказывает ему. Питер рассказывает Мэйсону о бумагах на земли. Мэйсон с помощью ордера на обыск дома Локриджей, узнаёт, что с бумагами на земли не все в порядке, оформлены они не правильно и принадлежат предыдущему владельцу Казони, который умер, но фонд Казони действует, поэтому деньги от продажи пойдут в благотворительный фонд. Мэйсон хочет на закрытом аукционе купить земли. Питер озлобленный не очень любезным отношением Мэйсона к себе рассказывает об аукционе Августе Локридж. Питер Флинт до приезда в Санта Барбару в пору юности занимался проституцией, и его настоящее имя Антонио Фиорно.
Мэйсон Кэпвелл — старший сын Сиси, мать Мэйсона зовут Памела Пепперидж (первая жена Си Си). Мэйсон рассказывает секретарше Питера Флинта Веронике Гейл, которая работает на Лайонела Локриджа из-за благодарности в помощи её брату, что в 19-м веке Локриджи подставили Кэпвеллов, а Кэпвеллы в ответ подставили Локриджей, так между семьями началась вражда. Прадед Кэпвелл начал своё дело с нескольких апельсиновых деревьев и нескольких акров земли. Вообще семейное состояние — это банковское дело, но прадед выиграл апельсиновые деревья в карты у правой руки Ливана Стендфорда. Прадед и мой отец построили на этом компанию. Мэйсон обижен на Си Си, потому что отец предпочитал ему Ченнинга. Однако он делает все, чтобы угодить отцу. Си Си принимает все как должное, чем еще больше обижает сына. Сантана Андраде давно нравится Мэйсону, но девушка не отвечает ему взаимностью.
Тед Кэпвелл и Лейкен Локридж (Джули Ронни) любят друг друга и часто встречаются. В первых сериях говорится, что младший Кэпвелл пробирался вечерами в окно Лейкен. Однажды Тед подарил Лейкен голубя, чтобы обмениваться письмами. Августа не одобряла эти встречи и всячески пыталась помешать. Дени Андраде отправляется в Голливуд и зовёт Теда с собой. Тед просит отца отпустить его, Си Си соглашается. Дени с Тедом едут в Голливуд, чтобы стать самостоятельнее. Позже к ним присоединяется Джейд Перкинс. Друзья вместе снимают квартиру. Лейкен приезжает к ним в гости. Они знакомятся с бывшей танцовщицей с веерами Пич (персик). Теперь женщина на пенсии. Августа узнав, что Лейкен ездила вовсе не к подруге, а к Теду злится ещё больше. Она начинает порицать её за встречи с Кэпвеллом. Лейкен злится на мать и уезжает в Голливуд к Теду. Возвращается Лайонел Локридж в Санта-Барбару и Лейкен приезжает домой. Августа подаёт закуску, которая всем нравится. После того как все узнают, что закуска из голубя, Лейкен очень сильно разозлилась на неё, собирает вещи и звонит Келли, чтобы переночевать. Келли не отказывает девушке. Тед узнав, что Лейкен будет ночевать у него дома, едет из Голливуда, чтобы быть с любимой.
C 1 по 33 серии роль Си Си исполнял Питер Марк Ричман. Начиная с 34 серии роль Си Си Кэпвелла исполняет Пол Бёрк. С 61 серии роль Си Си исполняет Чарльз Бейтман.
С 1-67 серии роль Джо Перкинса исполнял Дэйн Уизерспун. С 68 серии роль Джо исполняет Марк Арнольд.
Другие представители молодого поколения Санта-Барбары — начинающий журналист Уоррен Локридж, Джейд, младшая сестра Джо, Денни, брат Сантаны и Саммер Блэйк, сестра Джины.
Джейд Перкинс хочет стать актрисой. Из-за своих амбиций она не замечает или не хочет замечать опасность, исходящую от продюсера, который даёт ей на подпись контракт. Затем он приглашает её на пробы в мотель, что очень не нравится Денни Андраде, который влюблён и переживает за девушку. Джейд приходит на пробы, где её просят потанцевать, затем намекают, что если она хочет получить роль, то ей нужно раздеться. Джейд отказывается и уходит. Однако роль ей нужна и она приходит в мотель на съёмки. Придя в номер мотеля, она понимает, что ей нужно сняться в порно, она идёт переодеться в комнату и звонит Дени. Дени приходит на помощь Джейд. Полиции удалось задержать помощников продюсера. Сам продюсер позвонил Джейд и сказал, что она подписала контракт, в котором указано, что только с его разрешения она может сниматься в кино.
Круз Кастильо приезжает из Техаса и помогает Кэпвеллам потушить пожар на нефтяных вышках. Он становится героем и мэр города 22 августа объявляет днём Круза Кастильо. Круз и Сантана знакомы с детства, он пробует с ней сблизиться, но она все время думает о прошлом с Ченнингом, и отвергает его. Круз помогает Джо Перкинсу в поиске убийцы Ченнинга, он спрашивает у Сантаны о письмах, но она не хочет говорить, где они. Доминик пробирается в дом Сантаны находит письмо, где Ченнинг писал Сантане о тайнике. Сантана, придя домой, обнаруживает беспорядок и обвиняет Круза в том, что он обыскал её дом. Круз доказывает ей, что он весь день был занят. Они идут к тайнику, чтобы забрать письма, но писем нет, их уже забрали Джо и Доминик. Джо приходит на яхту Круза, где он узнаёт, что у Сантаны и Ченнинга есть ребёнок. Джо рассказывает об этом Крузу. Круз в свою очередь хочет помочь Сантане найти её ребёнка, но так как у неё отношения с Си Си, она просит его не делать этого. В 61-й серии Сантана приходит к Крузу и просит выяснить, где Джина и её сын. Круз отказывается. Сантана злится и уходит.
Интересную и довольно комичную пару составляют Лайонел и Августа Локриджи. Отчасти, наверное, из-за эксцентричной и больной матери Лайонела, Минкс Локридж.
Тем временем Иден Кэпвелл возвращается в Санта-Барбару из путешествия по Европе, где она влюбилась в мексиканца детектива Круза Кастильо. Конечно же, Си Си не одобряет выбор дочери.
121 серия
Мейсон и детектив Клиффорд Монро изучают документы о Хэнке Джадсоне, бывшем любовнике Джины ДеМотт, который изнасиловал её сестру Саммер Блейк. Изучают досье, составленное психологами о маньяке с белой гвоздикой, который уже убил Барбару Андерсон и Саммер Блейк. Имя маньяка — Питер Флинт, но Мейсон и детектив этого не знают.
Мейсон спрашивает Джину, в каких отношениях она была с Хэнком Джадсоном. Джина говорит, что она была знакома с ним, но в подробности не вдаётся. Есть кое-что, что ты должна знать. Я наткнулся на интересные данные, пока изучал досье Хэнка. Похоже, он жил в Атлантик сити некоторое время и был замешан в деле о рэкете. Полиция Нью-Джерси считает, что Хэнк участвовал в убийстве, что он устроил ловушку одному гангстеру в ресторане, чтобы убить его, и что таинственная блондинка, которую так и не нашли, участвовала в убийстве. Джина отрицает, что была соучастницей и обвиняет Мейсона в бестактности.
В 120 серии в отель Кэпвеллов в номер-люкс въезжает графиня Армонти (София Кэпвелл), она хочет вернуться к своей семье, к детям. Она не желает раскрывать себя сразу, ей хочется сначала узнать будет ли желанно её присутствие. Она думает, что Лайонел Локридж хотел её убить и поэтому она в предыдущих сериях сделала всё, чтобы подозрения в убийстве Ченнинга пали на старшего Локриджа. Лайонел проследил за Домиником (Софией) и выяснил, что она жива, он просит её рассказать, что это она подбросила улики, либо он сам всем расскажет, что она жива. Однако София предупреждает его, что раскрыв её тайну, она поведает всем, что картины Минкс (мать Лайонела) подделка. Эта угроза вынуждает Локриджа хранить тайну.
Лейкен узнает, что Лайонел был с Софией, когда она умерла, и, возможно, это он убил её. Лейкен боится, что узнав это, Тед расстанется с ней.
192 серия. Сантана возвращается в Санта Барбару. Роль Сантаны теперь исполняет Маргарет Майклс.

### Сезон 2
(30 июля 1985 — 30 июля 1986) — 252 серии.
Этот год начался с двух трагедий в Санта-Барбаре — страшное землетрясение и пожар, сорвавший свадьбу Иден и Круза.
Джон Перкинс и Августа ослепли. Августа бросила Лайонела ради молочника Фрэнка Армстеда (Ронни Шелл). Однако вскоре к ней возвращается зрение, а сама она решает вернуться к Лайонелу.
Джо убеждает Келли в своей невиновности, и молодые люди снова сходятся, а позже и женятся. Но ревнующий Питер Флинт сходит с ума и становится маньяком-убийцей, известным как Убийца с гвоздикой. Флинт «охотится» на блондинок, похожих на Келли. Вскоре после свадьбы Джо и Келли, Питер Флинт убивает Джо, а самого Питера в ходе перестрелки убивает Круз Кастильо.
К Келли приходит новая любовь в лице фотографа Ника Хартли, ветерана Вьетнамской войны. Его брат Дилан приезжает в Санта-Барбару после того, как находит залежи золота вдоль Атлантического побережья. Но Дилана преследует бандит по имени Карло.
Наконец выясняется, что София жива, однако её не встречают с распростёртыми объятиями. Единственный, кто оказывает ей поддержку — пасынок Марчелло Армонти — человек, обвинивший СиСи в смерти своих родителей.
СиСи, недавно женившийся на Джине, сближается со своим внуком Брэндоном. Тем временем Джина пытается преодолеть свою тягу к наркотикам и влечение к Мэйсону.
Круз уверен в невиновности своего друга Джо, поэтому решает добраться до истины и узнать, кто же на самом деле убил Чэннинга.
Он производит осмотр места в особняке Кэпвеллов — там Чэннинг праздновал победу в международных соревнованиях по конному спорту. София осознаёт, что это именно она стреляла в Чэннинга, хотя была уверена, что это сделал Лайонел. К тому же она была уверена, что пистолет не был заряжен. Выясняется, что это СиСи непреднамеренно зарядил его. Марчелло использует гипноз, чтобы помочь Софии вспомнить подробности той ночи, когда она сбежала через туннель, соединяющий дома Кэпвеллов и Локриджей.
Кристи Дюваль (Триша Каст) пытается отбить Теда у Лэйкен. Вскоре Стив Бассетт, сводный брат Кристи, насилует девушку. Он заставляет её признаться, что именно Тед изнасиловал её. Стив выступил на суде со стороны обвинителя. При самозащите Кристи убивает Стива и снимает все обвинения с Теда. Сестра Кристи, мoнахиня Мэри Дюваль приезжает в Санта-Барбару и влюбляется в Мэйсона. Это начало долгой и прекрасной любви…
У Эми Перкинс, сестры Джэйд и Джо, рождается мальчик, которого тут же похищает лечащий врач Эми, доктор Ренфро, работающий на двоюродного брата Джека Ли, Джерри Купера, который как две капли воды похож на своего родственника. Джерри похищает Джека и занимает место адвоката СиСи Кэпвелла и любовника Джулии Уэйнрайт. Джулия и пaрень Эми, Брик Уоллес, отправляются на остров Нью-Стэйланд, чтобы освободить Джека Ли и найти юного Джонни, которого прячет король острова.
СиСи, благодаря Сантане, застаёт Джину в постели с Мэйсоном. Решая отомстить СиСи, Мэйсон рассказывает отцу, что «его любимый Чэннинг» был, во-первых, «гомиком», а во-вторых, был сыном Лaйoнeлa. Узнав об этом, СиСи требует объяснения от Софии, а затем и от Лайонела, которому угрожает пистолетом, но внезапно ему становится плохо и он впадает в кому на долгие месяцы.
Джина боится, что, когда СиСи выйдет из комы, он разведётся с ней. Она решает отключить систему жизнеобеспечения, при этом заставив всех, включая и саму Иден, думать, что это именно старшая дочь пыталась убить отца. Хотя СиСи остался жив, Иден не в силах видеться с Крузом, и вскоре у неё начинается роман с Керком Крэнстоном, вместе с которым девушка работает в Кэпвелл Энтерпрайзес.

### Сезон 3
(30 июля 1986 — 30 июля 1987) — 246 серий
Иден чувствует себя обязанной Керку после того, как он поддержал девушку в случае с её отцом. Поэтому Иден выходит за него замуж, несмотря на протесты Круза.
СиСи выходит из комы и разводится с Джиной. Он обещает Сантане вернуть Брэндона, если у девушки появится муж и дом. Круз, с которым Сантана встречалась в старших классах школы, знает, как много значит для девушки сын. После свадьбы Керка и Иден Круз делает предложение Сантане, и они забирают Брэндона от Джины к себе. Пытаясь доказать, что Сантана не будет хорошей матерью, Джина подменяет её таблетки против аллергии на наркотики. Вскоре Сантана отправляется в реабилитационный центр.
Когда Керк узнаёт, что это именно Джина пыталась убить СиСи, он начинает шантажировать Иден с помощью анонимных писем, заставляя девушку продолжать верить в то, что это она пыталась убить отца. Так как Иден не знала, что именно Керк шантажировал её, она никогда не отказывалась заниматься с ним любовью. Но, занимаясь с ним любовью, она не знала, что Керк подменил её противозачаточные таблетки, поэтому она забеременела. Когда у Иден возникают сомнения по поводу замужества, Керк начинает шантажировать и Джину, пытаясь убедить её убить Иден. Однако ему это не удаётся, и после борьбы в кэпвелловском сарае для лодок происходит инцидент и кажется, что Джина утонула. Иден потеряла ребёнка после этого инцидента, и она сожалела об этом, потому что она хотела быть мамой, несмотря на то, что ребёнок был от Керка, а не от Круза.
Иден и Круз снова вместе, а Керк пытается убить их. Джина возвращается и спасает их, а Керка арестовывают. Бывшая подружка Круза, Виктория Лэйн, приезжает в Санта-Барбару в надежде вернуть его. Кейт Тиммонс становится новым окружным прокурором Санта-Барбары и обвиняет Тори (Викторию) и Круза в смерти своей сестры Кэйти.
К СиСи приезжают две племянницы, Кортни и Мэделин Кэпвеллы. Кортни влюбляется в Перла Брэдфорда и даёт ему работу в качестве шофёра Кэпвеллов. Вскоре Мэделин убивают, и её мужа Дэвида Лорана обвиняют в убийстве. Джулия Уэйнрайт, сестра Августы Локридж, становится адвокатом Дэвида, между ними возникает любовная связь. Дэвида оправдывают, и Кортни сознаётся, что убила Мэделин в целях самозащиты.
Мэри Дюваль Маккормик влюбляется в Мэйсона и покидает монастырь, но обстоятельства складываются так, что ей приходится выйти замуж за своего бывшего парня, Марка Маккормика. После взрыва в хижине, устроенного Керком, предполагалось, что Марк погиб, но он выжил. После того, как он узнаёт о своём «мужском бессилии», Марк насилует Мэри. Мэри узнаёт о своей беременности, но вероятность того, что ребёнок от Марка, очень мала, Мэйсон уверен, что ребёнок от него. Затевается суд против Марка, где Джулия выступает его адвокатом, на самом деле решив подстроить все так, чтоб Марк был обвинён. Джулия вызывает Мэри на встречу в отеле «Ориент-Экспресс», намереваясь ей все рассказать. Однако в отеле Мэри встречает Марка, и выходит с ним на крышу для разговора. Там на неё падает снесённый ветром рекламный щит и Мэри погибает.
Келли влюблена в Ника, но в момент слабости, во время деловой поездки, переспала с братом Ника, Диланом. Келли собирается выйти за Ника, но перед алтарём рассказывает о своей связи с Диланом. Когда Келли и Ник мирятся, Дилан начинает ревновать и во время приёма в отеле Кэпвеллов нападает на девушку с пистолетом. Но Келли выталкивает его из окна, и Дилан разбивается насмерть. Видеозапись показывает, что во время этой вечеринки Джина совершила кражу.
После произошедшего Келли попадает в клинику для душевнобольных под руководством доктора Роулингса. Перл Брэдфорд помогает Келли сбежать из клиники и просит девушку о помощи в поисках своего брата Брайана, который также был пациентом клиники.
Лайонел обретает сына, когда Брик узнаёт, что Минкс Локридж поменяла его местами с Чэннингом. Минкс не хотела, чтобы её внука воспитывали Кэпвеллы.
Брик и Эми Перкинс женятся. Как бы там ни было, семья Локриджей начинает распадаться, когда Уоррен начинает увлекаться азартными играми (вскоре его поймают на воровстве из кассы казино), Августа сбегает с другим мужчиной, а Лэйкен покидает город и выходит замуж.
К Джине приезжает её племянница Хэйли Бенсон. Девушка устраивается горничной к Кэпвеллам и вскоре влюбляется в Теда. Теда же преследует таинственная незнакомка, называющая себя Роксанной. Выясняется, что Роксанна — это Джейн Уилсон, директор радиостудии, в которой работает Тед. Мэйсон возвращается в Санта-Барбару и рассказывает, что его спасла миссионерка Лили Лайт. Вскоре выясняется, что Лили — дочь Джины: Джину изнасиловали, когда ей было всего 13 лет. Хэйли и Лили решают вместе бороться против распространения азартных игр. Во время протеста Хэйли устраивает пожар в устричной Базза, и Эми Перкинс погибает. Чтобы избежать обвинения против Хэйли, Тед женится на девушке…

### Сезон 4
(30 июля 1987 — 30 июля 1988) — 252 серии.
Когда Тори и Круз терпят кораблекрушение, Тори соблазняет Круза, хотя тот был в бреду и в полной уверенности, что рядом с ним Иден. Выясняется, что Тори ждёт ребёнка. У неё рождается сын Чип. Мэйсон решает воспитать мальчика как собственного сына — он женится на Тори, чтобы малыш унаследовал всё состояние Кэпвеллов, а также чтобы спасти отношения Круза и Иден. Вскоре выясняется, что у Джулии должна родиться девочка от тайной любовной связи с Мэйсоном. После нескольких «случайных ночей» молодые люди понимают, что любят друг друга. У них рождается дочь Саманта.
Иден и Круз готовятся к свадьбе, но однажды в горах таинственная незнакомка сталкивает Иден с обрыва, заставляя её семью поверить, что девушка погибла. Эту женщину зовут Елена Николас, которая известна многим как Элинор Норрис. Иден выживает, но она не может ходить. В горах девушку находит некий Кэйн Гарвер, ветеран Вьетнамской войны. Вскоре он влюбляется в Иден и не желает её отпускать, скрывая ото всех…
Перл и Келли сбегают из клиники, освобождают Элис Джексон, девушку, которая лежала с Келли в одной палате, и узнают, что брат Перла Брайан жив. Вскоре Келли отправляется в Европу, чтобы избежать судебного следствия по делу об убийстве Дилана. Молодого человека Джеффри Конрада посылают приглядеть за Келли, и вскоре они влюбляются друг в друга. У Джины есть плёнка, которая может подтвердить, что Келли убила Дилана, защищаясь. Она использует плёнку, чтобы заставить СиСи жениться на ней, но скоро сдаётся и отдаёт плёнку СиСи. Имя Келли очищено, и Джеффри женится на девушке.
Пытаясь справиться с болью от потери любимой, Круз вместе с Перлом организует детективное агентство. Елена устраивается туда на работу, чтобы быть в курсе всего, что происходит в семье Кэпвеллов. Елена — дочь СиСи и Памелы. Девушка хочет отомстить Кэпвеллам за то, что произошло с её матерью. Она похищает Келли и несколько раз пытается убить своего полнокровного брата Мэйсона…
Иден сбегает от Кэйна и возвращается в Санта-Барбару, но Кэйн следует за ней. В это время Круз и Перл узнают правду о Елене. Елена погибает и, умирая на руках СиСи, девушка произносит последние слова: «Круз убил меня, папа…» Кейт арестовывает Круза. Но, в конце концов, отчим Елены, Алекс Николас, признаётся, что пытался помешать девушке убить себя, а Круз не виновен в её смерти. Памела, которая, как считали многие, погибла, приезжает в Санта-Барбару, чтобы наладить отношения со своими сыновьями Джеффри и Мэйсоном…
Нелегальное агентство по усыновлению детей появляется в Санта-Барбаре, и друг Тори, Пол Маршалл, тоже принадлежит к этой организации. Чип (сын Круза и Тори), Саманта и Джонни похищены, но вскоре их возвращают. Мэйсон любит Джулию, и Тори решает развестись с ним. Но возникают проблемы с опекой над Чипом. Тори снова увлекается наркотиками, во многом из-за своего босса, Мела Стока.
Лайонел влюбляется в мать Джейн, Кэролайн Уилсон, но у него складываются непростые отношения с Джейн и её сестрой Элис. Гас Джексон, отец Элис, приезжает за дочерью, и вскоре они вместе покидают город. Лайонел женится на Кэролайн, но она скоро умирает из-за редкого заболевания.
Хэйли жестоко насилуют, и Брик — главный подозреваемый. Но выясняется, что насильник — один из барменов в баре «У Джонни». У Теда и Хэйли возникают проблемы, с которыми они не могут справиться, причём Лэйкен возвращается в Санта-Барбару. Тед и Хэйли разводятся. Хэйли влюбляется в Джэйка Мортона, который работает с Тедом на конюшне. Брик влюбляется в Джейн и вскоре покидает город вместе с ней и Джонни…

### Сезон 5
(30 июля 1988 — 30 июля 1989) — 253 серии.
Памела Конрад хочет вернуть Си-Си, поэтому София нанимает человека, который сможет заставить женщину покинуть город. Вскоре нефтяная скважина Памелы взрывается.
В то время как Круз и Иден снова сходятся, Кэйн обосновывается в городе. Во время работ по ликвидации аварии он встречает Андреа Бедфорд и влюбляется в неё. А Андреа, тем временем, занимается поисками убийцы своего отца, известного как Лиса.
Круз и Кэйн помогают девушке, и выясняется, что Лиса — это Кэтлин, медсестра в госпитале. Круз и Иден наконец женятся. Вскоре выясняется, что малышу Чипу нужна пересадка костного мозга, и Тори приходится сказать Крузу, что он — его отец и является единственным подходящим донором.
Тори ложится в реабилитационную клинику и передаёт права на опеку Крузу и Иден. Сама же Иден отправляется в Европу, где ей предстоит сделать операцию, после которой она вновь сможет иметь детей.
Джина теряет зрение после того, как СиСи ударяет её. Вскоре она влюбляется в своего доктора Скотта Кларка. Но когда к ней возвращается зрение, Скотт разрывает с Джиной отношения. Джина возвращается к Кейту, и они женятся.
Чтобы отомстить СиСи, Памела говорит Кейту о том, как 25 лет назад Хэл Кларк умер на лодочной станции Кэпвеллов. СиСи ввязался с ним в драку, и Хэл случайно погибает. Как бы то ни было, племянник Хэла, тогда пятилетний Скотт Кларк был очевидцем этих событий. Под гипнозом доктор рассказывает, что Памела вернулась той ночью и застрелила Хэла. Вскоре Скотт Кларк влюбляется в свою коллегу, врача, Хизер Доннелли, а её отец, Артур Доннелли, начинает встречаться с Софией. А СиСи влюбляется в журналистку Лидию Сондерс…
ТиДжей, бывший любовник Лэйкен, приезжает в Санта-Барбару и получает работу в Армонти Индастрис. София влюбляется в ТиДжея, но вскоре бросает, узнав, что он охотился за её деньгами. Сам же ТиДжей влюбляется в Келли.
Памела хочет, чтобы Джеффри вернулся с ней в Англию, поэтому она пытается отравить Келли. Когда всё раскрывается, Памелу отправляют в психиатрическую больницу. Понимая, что их брак рушится, Джеффри предлагает ТиДжею убить Келли, получив при этом огромную сумму денег. В последний момент Джеффри одумывается. В результате несчастного случая он прикован к инвалидному креслу.
После смерти Хэйли Джэйк заключил сделку с ТиДжеем и покинул город.
Останки, предположительно принадлежавшие Хэлу Кларку, оказались останками Марка Маккормика, и подозрение в его убийстве падает на Мэйсона. Расследование обстоятельств смерти Маккормика приводят к церкви, в которой служила Мэри. Там происходит взрыв, и все считают, что Мэйсон погиб. Однако Джулия не верит в это, она приезжает в церковь под видом сестры Ребекки. Там она встречает отца Майкла, сестёр Сару и Агату.
Выясняется, что именно сестра Агата застрелила Марка. А Мэйсон живёт под именем Сонни Спрокетта в Лас-Вегасе. Джулия вместе с отцом Майклом отправляется на его поиски. Но первыми его находят Джина и Кейт, надеющиеся получить вознаграждение от СиСи.
Самому Кейту вскоре приходится покинуть Санта-Барбару, так как его подозревают в мошенничестве и коррупции.
Джина решает сдавать особняк Локриджей, и первый постоялец не заставляет себя ждать — некий Банни Тальятти, связанный с мафией и склонный к переодеваниям, снимает домик.
Начальник Кэйна, майор Филлип Гамильтон, прибывает в Санта-Барбару и обвиняет его в смерти Су Ли — женщины, за чью любовь они боролись. Майор привозит девочку Мин Ли — предположительно, дочь Кэйна, для того, чтобы Кэйн порвал с Андреа. Тем временем Иден становится тележурналистом и берётся за исследование проблем современных группировок. Вскоре её насилуют, и член банды Криттер становится первым подозреваемым. Выясняется, что когда насильник напал на Иден, он спрятал в её доме камеру — таким образом, ему удаётся следить за девушкой. Для того, чтобы распознать насильника, СиСи  устраивает костюмированный бал, во время которого была убита Андреа. Майор пытается обвинить Кэйна в убийстве. В конце концов, и Кэйн, и Майор покидают город. Насильник продолжает терроризировать Иден, он похищает Джулию, нападает на Софию, Келли, СиСи и Майкла. Доктор Дайана Бентли, работавшая с гинекологом Иден, доктором Заком Келтоном, становится очередной жертвой маньяка…

### Сезон 6
(30 июля 1989 — 30 июля 1990) — 256 серии.
Иден беременна. Отец Круз, а не насильник. У неё рождается дочь Адриана, которую похищают прямо из госпиталя. С помощью Селесты ДиНаполи Круз выясняет, что насильник — это Зак, который стал жертвой сексуальных домогательств в детстве, а сейчас страдает импотенцией. Пытаясь выяснить у Зака, где находится Адриана, маньяк срывается со скалы и погибает. Медиум Сандра Миллс рассказывает Иден и Крузу, что малышка в Париже, где брат Круза, Рик, и его жена Холлис незаконным путём удочерили девочку. Холлис кончает жизнь самоубийством, а Рик приезжает в Санта-Барбару и влюбляется в Келли.
Скотт влюблён в Хизер Доннелли, но их отношения прерываются Селестой — школьной подружкой Скотта, пытавшейся скрыть свою работу в качестве проститутки. Скотт выбирает Селесту, но порывает с ней отношения, когда узнаёт о её прошлом. У Хизер рождается сын Скотта, Майкл. Хизер и Скотт покидают Санта-Барбару.
Джина учит Сонни быть Мэйсоном и вскоре влюбляется в него. Джулию шокируют отношения Мэйсона и Джины, и вскоре у неё возникает связь с отцом Майклом Доннелли. Джина выходит замуж за Мэйсона, чтобы получить опеку над Брэндоном. На свадьбе в Мэйсона стреляют, и, после встречи с Мэри на небесах, Мэсон всё вспоминает. Однако у него всё ещё существуют проблемы с алкоголем, что угрожает их отношениям с Джулией. Лиза ДиНаполи приводит Мэйсона на встречу Анонимных Алкоголиков. Когда Мэйсон вылечивается, они с Джулией наконец женятся.
СиСи нанимает Меган Ричардсон для того, чтобы она написала его биографию. Вскоре он узнаёт, что 18 лет назад у них была связь, и юноша Грег Хьюс — их сын. Грег переезжает в СБ и женится на Эмили ДиНаполи — младшей сестре Селесты и Лизы. Меган узнаёт, что у неё лейкемия, и покидает город.
Итан Эшер приезжает вместе с женой Лорой в Санта-Барбару и становится новым окружным прокурором. Выясняется, что год назад Майкл, будучи полицейским, по ошибке застрелил сына Лоры. В прошлом у Лоры и Майкла была связь. Лео Митчелл приезжает в Санта-Барбару для того, чтобы удостовериться в смерти брата. Он обвиняет в убийстве Майкла. Лео убивают, а Майкл становится подозреваемым, но Лора неожиданно признаётся, что это она убила Лео.
Некий Роберт Барр приезжает в Санта-Барбару и строит интриги против Кэпвеллов. Он работает на Энтони Тонелла — гангстера из Лас-Вегаса. Мэйсон уезжает в Европу, чтобы узнать о них больше информации. Вскоре Тед следует за ним. Банни пытается найти информацию о Тонелле, но вскоре он пропадает без вести. Несколько недель спустя он появляется вместе с Мэйсоном, у которого теперь роман с Сашей Шмидт, официанткой в заведении Тонелла. Когда ТиДжей решает уехать из СБ, Банни покупает ресторан «Логово» (The Lair) и предлагает Саше выступать с музыкальными номерами.
Иден и Роберт сближаются в период захвата компании Кэпвелл Энтерпрайзес. Она заинтригована его личностью. Они были помолвлены в прошлом, но Иден не помнит этого из-за последствий травмы, полученной в Европе. Вспоминая их историю, Иден путается в своих чувствах и решает уволиться из Барр Индастрис. Роберт предложил Келли работать на него и она согласилась. Круз начинает расследование против Роберта с целью помочь Кэпвеллам, но продолжает его по личным мотивам. Он не доверяет Роберту и уверен, что в прошлом кроется некая тайна, которая поможет ему против него. Роберт отсидел срок за убийство Рауля Мондрагона, полагая, что берёт на себя вину Иден. Иден и Круз едут на остров, где все началось, который принадлежит теперь Роберту Барру. Пытаясь выяснить прошлое Роберта, он проникает в тюрьму, но там Крэйг Хант по просьбе Роберта договаривается с начальником охраны, и Круза оттуда не выпускают. Тем временем Роберт и Иден попадают в крушение. На необитаемом острове у Иден галлюцинации. Ей кажется, что ей снова 17 лет. Когда их спасают СиСи Кэпвелл с Рафаэлем, Крузу удаётся сбежать из тюрьмы. Но по приказу Энтони Тонелла Круза захватывает Крэйг Хант. Хитростью Крузу удаётся сбежать от него. Круз видит белые пятна в этой истории и расследует убийство, произошедшее на яхте Кэпвеллов. Убийца — кандидат в мэры Джерри Кэлхоун, выдаёт себя. Он пытается убить Иден, но Роберт помешал ему, и, когда у того сдали нервы, он бросается в открытое море и попадёт под винт.
Роберт Барр пошёл против Энтони Тонелла и чтобы обезопасить свой остров, создаёт Фонд любителей оперы вместе, убедив Келли Кэпвелл поставить свою подпись. Когда Тонелл отбирает компанию у Роберта, тот уезжает в Эль-Диабло. Келли, влюбившись в него за все время, что они работали вместе, уезжает туда за ним. Там они выясняют, что же понадобилось Энтони Тонеллу в Эль-Диабло. Они похищают вагон со взрывоопасным Pn28. Иден снятся кошмары про Роберта. Крэйг Хант похищает Иден с целью воздействовать на Роберта, но ей с помощью Рика удаётся сбежать, но Круз уже на пути в Эль-Диабло после полученной от детектива фото, на котором изображён Роберт и Келли со спины. Он решает, что это Иден. Тонелл и Крэйг берут сестёр Кэпвелл в заложники и Роберт, спасая их, получает пулю в живот. Иден кидается к раненному Роберту, а Келли уводят и держат в заложниках с Сашей Шмидт. Мэйсон предложил обмен его вместо Келли. Тонелл соглашается.
Филлис, мать Джины, приезжает в СБ и останавливается в особняке Локриджей. Выясняется, что Лора была одноклассницей Джины. Джина влюбляется в Итана.
Иден проводит ночь у постели Роберта. Круз ставит ей ультиматум и решает уйти из дома. Когда Роберту стало лучше Иден пытается наладить отношения с мужем и пишет прощальное письмо Роберту, попросив Келли передать. Келли решила прочесть его в больнице и Круз по одной строчке в письме сделал свои выводы. Тем временем за Робертом охотятся киллер, который убил Тонелла по заказу его жены, Августы Тонелл.
Келли помогает ему сбежать из больницы и помещает его в домике для гостей Кэпвеллов. У Роберта лихорадка и Келли всю ночь проводит у его постели. Когда Келли уходит, он звонит Иден, и по бою часов та понимает, где он. Они вместе уезжают в Лос-Анджелес, скрываясь от полиции и киллера. Во время поездки они сближаются. Келли и Круз едут туда, каждый по своим причинам. Круз останавливает киллера. Келли становится свидетелем поцелуя Иден и Роберта. Когда киллера убивают, они все возвращаются в Санта-Барбару. Роберт получает в наследство империю Тонелла. Теневой бизнес отходит Крэйгу Ханту, а бывший дом Роберта отходит Августе. После чтения завещания Роберт появляется в доме Иден. Келли снова становится свидетелем поцелуя Иден и Роберта, и, когда тот оставляет сестёр наедине, читает ей нотации. После её ухода СиСи тоже решает серьёзно поговорить с Иден, и та просит Роберта увезти её куда-нибудь. В коттедже на берегу океана они чуть не переходят черту невозврата, но Иден вовремя останавливается. Рождество она решает провести дома с семьёй. Когда Круз возвращается домой в ожидании встретить праздник в одиночестве, его ждал украшенный дом и Иден с детьми.
В желании разобраться в своих чувствах и сделать выбор Иден уезжает. Келли в это время сближается с Робертом, оказывая ему различные знаки внимания и принимая участие в его расследовании бизнеса, который оставил ему Тонелл. Круз сближается с Никки Альварес, у которой брата держат в заложниках. Выясняется, что она агент под прикрытием. После возвращения из Европы Иден Роберт вынуждает Иден принять решение, или она потеряет его навсегда. Иден вынуждена ему сказать, что они оба потеряли время и она будет пытаться вернуть Круза.
Роберт и Келли уединяются на его яхте. Иден удаётся взять интервью у закадычного приятеля Роберта из тюрьмы, Дерека Гриффина, который под предлогом этого интервью возвращается в Санта-Барбару, чтобы отомстить Кэпвеллам за смерть Кэсси Бенедикт, которую Кэпвеллы удочерили в далёком прошлом. Также в этой мести участвуют Крэйг Хант, Итан Эшер и Стивен Слэйд, которые вместе с ним воспитывались в одном приюте.
Казино Крэйга Ханта взрывается во время благотворительного вечера Дерека, в котором Роберту так и не удаётся выкупить лошадь Победителя для Келли. Августа Тонелл, испытывая давнюю неприязнь к Келли, продала СиСи Кэпвеллу, так и не выслушав финальную цену, которую мог предложить Роберт. Обозлённый на Роберта Крэйг угрожает жизни Келли, прислав тому куклу в коробке. Роберт просит у Келли прощения за то, что дал ей понять, что они только встречаются и он не намерен с ней жить вместе. Он просит её жить у него. Однако через некоторое время решает оставить её, уехав из города, сказав, что его чувства к Иден ещё не остыли и у них с Келли ничего не получится.
Иден и Круз мирятся. У Келли проблемы с алкоголем. Дерек ухаживает за ней. СиСи в восторге от него. Крэйга выпустили из тюрьмы и Келли оказывается с ним в лифте. После этого они сближаются. Стивен Слэйд своим путём пытается выяснить правду о Кэсси, пригласив на роль в своём фильме Софию Кэпвелл.
Желая отомстить Джине, Лора сбегает из клиники и устраивает пожар в особняке Локриджей. Из-за проблем со страховкой Джина теряет особняк, и он переходит к Августе. Джина и Брэндон переезжают в трейлер к брату Джины, Мэку Блэйку. Лора помещена в психиатрическую клинику, откуда она вскоре сбегает вместе с некой Энни для того, чтобы убить Итана. Вместо этого Лора убивает Сашу. Лора привозит тело в дом Джулии и Мэйсона, чтобы подставить их. Мэйсон и Джулия некоторое время держат труп в гараже. Их преследует призрак Саши. Сестра Саши, Сидни Шмидт, приезжает в СБ и помогает им заставить Лору признаться в убийстве.
Дерек обвинил в гибели Кэсси Мэйсона и пытался его убить. Но оказывается, что она выжила. Кэсси вовремя возвращается в СБ и спасает Мэйсона. Дерека сажают в тюрьму, а Итана обвиняют в попытке подкупа судьи по делу Гриффина. Тем временем Стивен уговаривает Софию вернуться к карьере актрисы. Он продюсирует её фильм, в котором описывается жизнь семьи Кэпвеллов. Но плёнка с материалом уничтожается во время пожара. На месте преступления были найдены отпечатки пальцев Кэсси, но обвинения за этим не последовали.
Никки и Майкл становятся полицейскими, но выясняется, что девушка пытается помочь своему брату Амадо Гонсалесу, наркодилеру, замешанному в деле, которое расследовала Иден для телевидения. В городе погибают студенты от наркотика «лёд». Бывший любовник Никки, Маркос, был помощником Амадо. Он похищает Никки и Майкла и привозит их на остров, принадлежащий известному наркобарону, который оказывается никем иным, как Кёрком Крэнстоном. Круз находит друзей, а Кёрк погибает во время шторма. Когда же Круз возвращается в СБ, старый индеец дарит ему таинственный талисман, который дарует сверхсилы любому, кто носит его. Таким образом, Круз несколько раз спасается от смерти. Вскоре Круза похищает султан, который хочет сделать Иден одной из его многочисленных жён. С помощью Майкла Крузу и Иден удаётся сбежать.
Крэйг спасает Мэйсону жизнь, зная, что Дерек не выстрелит в него. Дерека сажают в тюрьму после покушения на жизнь Мэйсона.. Кэсси возвращается в Санта-Барбару и рассказывает правду. Когда Крэйг собирается покинуть город, Келли просит его не уезжать. Она решает быть с ним, но им помешал Роберт, который вернулся в Санта-Барбару.

### Сезон 7
(30 июля 1990 — 30 июля 1991) — 252 серии.
Келли решает вернуться к Роберту. Но Роберта похищает его брат-близнец Куинн Армитэдж и его любовница Дебра Лондон, чьё настоящее имя — Флэйм Бофорт. Куинн занимает место Роберта и скоро влюбляется в Келли. Крэйг убеждает Иден проследить за Флэйм и она едет вслед за Флэйм в Луизиану, куда та едет якобы хоронить своего родственника. Роберту удаётся сбежать, но в болотах его жалит змея. Иден находит его на болотах и везёт в больницу. Там близнецов снова меняют и Роберт в лихорадке оказывается у человека Бофортов. Иден просит приехать Келли. Сёстры снова ссорятся. Куинн увозит Келли на фазенду и устраивает ей там сюрприз. Она понимает, что влюбляется в него ещё больше. Келли соглашается выйти замуж за Куинна, думая, что он Роберт, однако её все время мучит чувство ревности и подозрения, что Иден и Роберт встречаются за её спиной и Келли решает не приглашать её на свою свадьбу. Флэйм проникает в дом, купленный Куинном, и натягивает нить на лестнице. Иден, следя за Флэйм, проникает в этот дом, не зная, чей он. Келли видит её на лестнице. Они ссорятся, и она падает. Келли становится обездвиженной и отказывается принимать помощь Иден. Флэйм продолжает изводить Келли, меняя портрет Келли на портрет Иден и включая смонтированные записи. Куинн уговаривает Келли позволить Иден пожить у них и помочь ей. Флэйм подсыпает цианид в чай, который для Келли купила Иден. Круз по наводке Крэйга едет в Луизиану. Там он спасает Роберта. Куинн, закрыв Флэйм за решёткой в том месте, в котором они раньше держали Роберта, возвращается в дом и говорит Келли, что любит её и увезёт. Кейт Тиммонс задерживает в участке Круза, а Роберт едет в особняк, где должна быть Келли. Иден видит двух близнецов вместе. Роберту удаётся убедить, что это он. Куинн сбегает. Иден и Роберта видит Келли и наводит на них свой пистолет. Роберт отбирает у неё пистолет, убеждая её в своей к ней любви. Иден просит его отдать ей пистолет, чтобы тот не наделал глупостей. Но увидев Роберта в рубашке Куинна, она стреляет в него, не зная, что это Роберт. В этот же момент прозвучал другой выстрел из пистолета Флэйм Бофорт.
Лайонел возвращается и разрабатывает план возвращения коллекции картин, которые он прятал в туннеле между особняками. Оказывается, на выставке СиСи находятся подделки. Джина продолжает притворяться слепой, чтобы украсть картины. СиСи узнаёт об этом и требует их возвращения.
У Мэйсона вновь возникают проблемы с алкоголем, и это серьёзно угрожает браку Мэйсона и Джулии. Мэйсон руководит новым проектом Кэпвеллов. Группа защитников природы во главе с Дэшем Николсом борется с новым проектом «Оазиса», так как он грозит жизни редких птиц. Джулия работает на Дэша в качестве консультанта. Вскоре она проводит с Дэшем ночь. Однако вскоре Дэш насильно склоняет Джулию к близости, хотя сам это не осознаёт. Вскоре Дэша обвиняют в изнасиловании. Под Дэша также начинает «копать» Кейт, вернувшийся в Санта-Барбару. После того, как Дэш спасает Дениз Фоксуорси, психолога Джулии, от группового изнасилования, Дэш понимает, что он действительно подверг Джулию насилию, и признаёт свою вину.
Харлан Ричардс, имеющий личный интерес к «Оазису», взрывает офис The Blue Skies Brigade. Во время этого взрыва погибает Никки Альварес. Жена Харлана, Гретхен, начинает встречаться с Мэком, а дочь Харлана, Тоуни Ричардс, — с Риком. Оказывается, что Харлан скрывает свою настоящую личность уже много лет. У него была связь с Кармен Кастилио, в результате которой родился Рик. Узнав, что они являются сводными братом и сестрой, Рик и Тоуни разрывают отношения.
Куинн продолжает играть роль Роберта. Келли не торопится к нему возвращаться, поняв, что полюбила Куинна. Она не хочет обманывать Роберта. Кейт задерживает Келли по подозрению в убийстве Куинна. Иден, узнав об этом, едет в участок, но попадает в аварию. Её жизнь снова на грани смерти. Круз проводит около неё все своё время. В это время Иден в коматозном сне видит все обстоятельства смерти Куинна. Она выходит из комы и рассказывает обо всем Крузу. На Новый год Кейт арестовывает Иден по подозрению в убийстве Куинна, но отпускает её на следующий день. Круз уговаривает Куинна подыграть им и выдать себя за Куинна перед Флэйм. Куинн успешно справляется с этой задачей. Келли узнаёт, что беременна от Куинна, но вскоре теряет своего ребёнка. Крэйг и Куинн ухаживают за ней, но она увлекается певцом Ричардом Седжвиком.
В городе появляется Андре Вульф, который преследует Иден. У Иден начинаются провалы в памяти. Во время этих провалов просыпается её альтер эго Лиса и они с Андре Вульфом похищают драгоценности из знатных домов. Целью Лисы сначала был бриллиант Армонти, а потом корона Армонти.
Ричард Седжвик умирает от сердечного приступа в объятиях Келли и по счастливой для неё случайности рядом оказывается Куинн. Он помогает ей скрыть обстоятельства гибели Ричарда. Вскоре Келли соглашается выйти замуж за Роберта во второй раз, но её продолжают преследовать видения, как они могли бы быть счастливы с Куинном и их ребёнком.

### Сезон 8
(30 июля 1991 — 30 июля 1992) — 254 серии.
Минкс возвращается в СБ, чтобы отстроить особняк Локриджей. Минкс предполагает, что Кэсси — её дочь. Чтобы узнать это, женщина нанимает Майкла. Лэйкен возвращается в СБ, связывается с Амадо и увлекается гонками. Уоррен также возвращается в город, и становится известно, что он и Кэсси были любовниками, находясь на Дальнем Востоке, до того как выяснилось, что она из семьи Локриджей. Тем временем Кэсси влюбляется в Мэйсона, когда тот узнаёт, что Уоррен — не сын Лайонела, а, значит, ничего противоестественного в их связи с Кэсси не было. Он и Августа хранят этот секрет долгое время. Но чувство вины тяжким грузом ложится на плечи Августы, и она спивается и уезжает, чтобы лечь в специальную клинику. Когда же Мэйсон рассказывает всю правду Кэсси, у Уоррена начинается роман с Анджелой Рэймонд — женой судьи Дэвида Рэймонда. Однако их отношения весьма сложны. Хотя бы потому, что смерть сестры Анджелы, Мэрилин, весьма и весьма таинственна. Уоррен основывает свою собственную газету.
Перед алтарём Келли падает в обморок. Вскоре, скрываясь от полиции, Куинн сбегает в Англию.
Джина проходит процедуру, позволяющую ей вновь иметь своих детей, но она не хочет, чтобы Кейт вернулся к ней, и поэтому он покидает СБ. А Джина устраивается работать в банк спермы и похищает сперму СиСи и Мэйсона. Вскоре выясняется, что она ждёт ребёнка от СиСи. Она начинает встречаться с Крэйгом, работающим на СиСи. Катрина Райкер приезжает из Германии, чтобы погостить у Кэпвеллов. Вскоре она влюбляется в Дэша, и тогда СиСи приказывает Крэйгу избавиться от юноши. Когда Катрина узнаёт об этом, СиСи увольняет Крэйга. Тогда Крэйг взрывает офис газеты Уоррена, обвинив в этом Мэйсона. Он стреляет в Мэйсона и убивает Амадо. В этом обвиняют Уоррена, но вскоре снимают с него все обвинения. Крэйга сажают в тюрьму, но он сбегает оттуда. Тогда Кэсси убеждает его сдаться полиции.
Когда Лиса сбегает от Круза, она падает с утёса. Хотя считалось, что Иден погибла, после несчастного случая в ней родилась другая личность — художница Сьюзен Колльер, носящая пышный парик и очки. Иден возвращается в новом образе Сьюзен, чтобы завершить копившуюся годами месть и навсегда покинуть Санта-Барбару. Когда София узнаёт, что Сьюзен на самом деле Иден, в Иден просыпается Чэннинг, который стреляет в Софию в желании отомстить за свою смерть 12 лет назад. Вскоре Иден навсегда покидает город, однако Круз знакомится с настоящей Сьюзен — старой подругой Иден. У них начинается роман.
Сантана Андраде сбегает из клиники для душевнобольных. Скоро её сбивает на машине известный доктор Грант Джэймисон, который позже сознаётся в преступлении. У Сантаны и СиСи начинается роман, а в город возвращается Лили Блэйк, влюбляясь в Теда, который заинтересован Катриной. После того, как Сьюзен написала статью о Дэше, к нему пришло множество предложений по работе, и он неохотно принимает одно из них в Сент-Луисе, оставив Катрину в СБ. У Джины рождается сын — Чэннинг-Крейтон Кэпвелл III.

### Сезон 9
(11 марта 1992 — 15 января 1993) — 119 серий.
Иден присылает Крузу бракоразводные документы, и Круз начинает встречаться с Келли. На 20 встрече выпускников он встречает своих давних друзей Риза и Джоди Уокер — также полицейских, которые вскоре переезжают в Санта-Барбару. Их дочь БиДжей притворяется мальчиком по имени Трой и посещает занятия для журналистов, которые ведёт Уоррен. Вскоре все узнают правду о личности Троя, а также о том, что в детстве до БиДжей домогался друг семьи, Фрэнк Гудман.
Фрэнк берёт Джоди и Круза в заложники, где Джоди признаётся Крузу в том, что БиДжей — его дочь. После драки с сыном Джоди и Риза, Сойером, Фрэнк погибает от огнестрельного ранения. Тогда юноша сбегает из города со своей возлюбленной Авророй ДеАнджелис. Круз находит на платье БиДжей следы пороха. Пытаясь защитить дочь, он подписывает признание в убийстве и сбегает из страны. Однако агент Коннор Маккэйб арестовывает БиДжей, обвинив её в убийстве. Из-за психических расстройств БиДжей начинает посещать психиатра Скайлера Гейтса. Джулия берётся защищать девушку в суде. На суде девушка вспоминает, что на самом деле Фрэнк застрелился. Тогда с девушки снимают все обвинения, и она выходит замуж за Уоррена, поддерживавшего её всё это время.
Мэйсон женится на Джулии, хотя она об этом не подозревает. Они въезжают в особняк с привидениями. Однажды Саманта перестаёт дышать, и её спасает некий Маркус Дисграция, оказавшийся доктором Майкой ДеАнджелисом. Эбигейл Бекуит охотится за наследством Авроры. Джулия и Мэйсон возвращаются в особняк Кэпвеллов. Они решают взять себе на воспитание ребёнка, девочку-подростка Грэйси. Вскоре выясняется, что Джулия беременна.
СиСи хочет получить опеку над Чэннингом, но Лайонел женится на Джине и становится приёмным отцом малыша. Джина открывает фирму «Джинсы Джины», дела идут в гору и Джина нанимает Рэйфа и Лизу в качестве моделей.
Сантана ждёт ребёнка от СиСи, и СиСи делает ей предложение. Однако, когда у неё случается выкидыш, она разрывает помолвку и покидает город. София выходит замуж за Кена Мэтиса, но ему нужны были только её деньги. У Кена начинается интрижка с Энди Кляйн. Он делает Софию наркоманкой и получает достаточно власти, чтобы управлять Армонти Индастрис. Келли и Коннор узнают, что первые две жены Кена умерли при весьма странных обстоятельствах. Кену почти удаётся убить и Софию, но его вовремя арестовывают. Энди убивает Кена в тюрьме, а затем её ловит Коннор.
Лили влюбляется в Рэйфа Кастильо, но Лиза Фенимор придумывает беременность, чтобы заставить его жениться на ней. Вскоре выясняется, что брак недействителен, так как священник был всего лишь актёром. Лиза лжёт Рэйфу, что у неё был выкидыш, чтобы удержать его. Катрина узнаёт о связи Теда с Анджелой, уезжает к Дэшу. Когда Анджела проявляет интерес к СиСи, Тед и Лили создают видимость романа, надеясь вызвать ревность Рэйфа и Анджелы. Они влюбляются друг в друга и вскоре женятся.

## Актёрский состав

### Кэпвеллы / Capwell

Актёрский состав 1984 года

- Ллойд Бокнер — «Си Си» Чэннинг-Крейтон Кэпвелл-1 (1984, появлялся только в печатных анонсах и телерекламе сериала)
- Питер Марк Ричман — «Си Си» Чэннинг-Крейтон Кэпвелл-2 (30 июля 1984 — 12 сентября 1984)
- Пол Берк — «Си Си» Чэннинг-Крейтон Кэпвелл-3 (13 сентября 1984 — 18 октября 1984)
- Чарльз Бэйтман— «Си Си» Чэннинг-Крейтон Кэпвелл-4 (22 октября 1984 — 8 ноября 1985)
- Джарстин Уитннес — «Си Си» Чэннинг-Крейтон Кэпвелл-5 (18 ноября 1985 — 7 января 1986, временная замена)
- Джед Аллан — «Си Си» Чэннинг-Крейтон Кэпвелл-6 (8 января 1986 — 15 января 1993)
- Линда Гиббони[англ.] — Джина Блэйк Демотт Кэпвелл-1 (1984—1985)
- Робин Мэттсон — Джина Блэйк Демотт Кэпвелл-2 (1985 — 15 января 1993)
- Лейн Дэвис — Мэйсон Кэпвелл-1 (30 июля 1984 — июль 1989)
- Терри Лестер — Мэйсон Кэпвелл-2 (октябрь 1989 — декабрь 1990)
- Гордон Томсон — Мэйсон Кэпвелл-3 (декабрь 1990 — 15 января 1993)
  - Леонардо Ди Каприо — Мэйсон Кэпвелл в подростковом возрасте (1990)
- Робин Райт — Келли Кэпвелл-1 (30 июля 1984—1988)
- Кимберли Макартур — Келли Кэпвелл-2 (1988—1989)
- Кэррингтон Гарланд — Келли Кэпвелл-3 (1989—1991)
- Айлин Дэвидсон — Келли Кэпвелл-4 (1991 — 15 января 1993)
- Марси Уокер — Иден Кэпвелл (1984—1991)
- Тодд Макки — Тед Кэпвелл-1 (30 июля 1984—1989)
- Майкл Брэйнард — Тед Кэпвелл-2 (1991 — 15 января 1993)
- Роберт Брайан Уилсон — Чэннинг Кэпвелл-младший (1984, 1985, 1991)
- Джон Консидин — Грант Кэпвелл (1986)
- Терри Дэвис — Мадлен Кэпвелл Лоран (1986)
- Джулия Кэмпбелл — Кортни Кэпвелл (1986)
- Розмари Форсайт  — Доминик/София Уэйн Армонти Кэпвелл-1 (1984)
- Джудит Макконнелл — Доминик/София Уэйн Армонти Кэпвелл-2 (1984 — 15 января 1993)
- Саманта Эггар — Памела Пепперидж Кэпвелл Конрад (1987, только в воспоминаниях)
- Ширли Энн Филд — Памела Пепперидж Кэпвелл Конрад-№ 1 (1987)
- Мардж Дюсей — Памела Пепперидж Кэпвелл Конрад-2 (1987—1988, 1991)
- Кристен Медоус — Виктория «Тори» Лейн Кэпвелл (1986—1989)
- Нэнси Ли Гран — Джулия Уэйнрайт Кэпвелл (1985 — 15 января 1993)
- Стейси Эдвардс — Хейли Бенсон Кэпвелл (1986—1988)
- Шерилин Уолтер — Елена Николас (1987)
- Пол Йоханссон — Грег Хьюс (1989—1990)
- Скотт Кёртис — Брэндон Демотт Кэпвелл-1 (1984—1985)
- Брэндон Колл — Брэндон Демотт Кэпвелл-2 (1985—1987)
- Дэвид Зебулон — Брэндон Демотт Кэпвелл-3 (1985, временная замена)
- Брайан Отенрит — Брэндон Демотт Кэпвелл-4 (1986, временная замена)
- Уилл Эстес — Брэндон Демотт Кэпвелл-5 (1987, временная замена)
- Джастин Гокки — Брэндон Демотт Кэпвелл-6 (1987—1992)

### Локриджи / Lockridge
- Джудит Андерсон — Минкс Локридж-1 (30 июля 1984—1987)
- Дженис Пейдж — Минкс Локридж-2 (1990 — 15 января 1993)
- Николас Костер — Лайонел Локридж (1984—1988, 1990 — 15 января 1993)
- Дон Стюарт  — Лайонел Локридж (1985 — временная замена)
- Джули Ронни  — Лейкен Локридж-1 (30 июля 1984—1985)
- Сьюзен Мари Снайдер — Лейкен Локридж-2 (1987—1988)
- Шелл Дэниелсон — Лейкен Локридж-3 (1990—1991)
- Джон Аллен Нельсон — Уоррен Локридж-1 (1984—1986)
- Скотт Дженкинс — Уоррен Локридж-2 (1987)
- Джек Вагнер — Уоррен Локридж-3 (1991—15 января 1993)
- Карен Монкрифф — Кассандра Бенедикт (1990—1992)
- Луиза Сорел — Августа Локридж (1984—1986, 1988—1989, 1989—1991)
- Ричард Иден — Брик Уоллес (1984—1987)
- Ленор Касдорф — Кэролайн Уилсон Локридж (1986—1987)

### Перкинсы / Perkins
- Вэлори Армстронг  — Мариса Перкинс (1984—1985)
- Роберт Алан Браун — Джон Перкинс (1984)
- Дэйн Уизерспун  — Джо Перкинс-1 (1984)
- Марк Арнольд[англ.] — Джо Перкинс-2 (1984—1985)
- Мелисса Бреннан — Джэйд Перкинс (1984—1985)
- Керри Шерман[англ.] — Эми Перкинс-Уоллес (1984—1986)
- Энн Уилкинсон — Эми Перкинс-Уоллес-2 (1985 — временная замена)

### Андраде / Andrade
- Маргарита Кордова — Роза Андраде (30 июля 1984—1987, 1991 — 15 января 1993)
- Исмаэль „Ист“ Карло[англ.] — Рубен Андраде (1984—1985)
- Руперт Рэйвенс[англ.] — Дэнни Андраде (30 июля 1984—1986)
- Ава Лазар[англ.] — Сантана Андраде Кастильо-1 (1984)
- Маргарет Майклс[англ.] — Сантана Андраде Кастильо-2 (1985)
- Джина Гальего[англ.] — Сантана Андраде Кастильо-3 (1985—1987, 1989)
- Ванда ДеХесус[англ.] — Сантана Андраде Кастильо-4 (1991—1992)

### Блэйки / Blake
- Линда Гиббони[англ.] — Джина Блэйк Демотт Кэпвелл-1 (1984—1985)
- Робин Мэттсон — Джина Блэйк Демотт Кэпвелл-2 (1985 — 15 января 1993)
- Джонна Ли Стэк — Саммер Блэйк (1984—1985)
- Стейси Эдвардс  — Хейли Бенсон Кэпвелл (1986—1988)
- Стив Бонд[англ.] — Мэк Блэйк (1989—1990)
- Стелла Стивенс  — Филлис Блэйк (1989—1990)
- Линн Кларк[англ.] — Лили Лайт-1 (1986)
- Пола Ирвайн[англ.] — Лили Лайт-2 (1991 — 15 января 1993)

### Кастильо / Castillo
- Эй Мартинес (A Martinez) (Круз Кастильо / Cruz Castillo) (1984—1992)
- Кармен Сапата (Carmen Zapata) (Кармен Кастильо № 1 / Carmen Castillo) (1985, 1988—1990, 1991)
- Кармин Мурсело (Karmin Murcelo) (Кармен Кастильо № 2) (1990)
- Марисоль Родригес (Marisol Rodriguez)[англ.] (Карменсита Кастильо / Carmencita Castillo) (1987—1988)
- Питер Лав (Peter Love) (Рик Кастильо / Ric Castillo) (1989-1990)
- Генри Дэрроу (Рафаэль Кастильо / Rafael Castillo) (1989—1992)
- Кастуло Герра (Cástulo Guerra)[англ.] (Рафаэль Кастильо № 2) (1992)
- Роберт Фонтейн, мл. (Robert Fontaine, jr)[англ.] (Рэйф Кастильо / Rafe Castilo) (1992—1993)

### ДиНаполи / DiNapoli
- Сайни Коулман (Signy Coleman)[англ.] (Селеста ДиНаполи / Celeste DiNapoli) (1988—1989)
- Джули Кондра (Julie Condra)[англ.] (Эмили ДиНаполи / Emily DiNapoli) (1989—1990)
- Тоуни Китэйн (Tawny Kitaen) (Лиза ДиНаполи / Lisa DiNapoli) (1989)
- Тeа Леони (Tea Leoni) (Лиза ДиНаполи) (1989 — временная замена)

### Доннелли / Donnelly
- Джейн Роджерс[англ.] (Jane Rogers) (Д-р Хизер Доннелли / Heather Donnelly) (1988—1989)
- Фрэнк Раньон (Frank Runyeon)[англ.] (Отец Майкл Доннелли / Michael Donnelly) (1988—1991)
- Джон Сайфер (Jon Cypher)[англ.] (Д-р Артур Доннелли) / Arthur Donnelly (1988—1989)

### Уокеры / Walker
- Ким Циммер (Kim Zimmer) (Джоди Уокер / Jodie Walker) (1992 — 15 января 1993)
- Эрик Клоуз (Eric Close) (Сойер Уокер / Sawyer Walker) (1992 — 15 января 1993)
- Сидни Пенни (Sydney Penny) (БиДжей Уокер / B.J. Walker) (1992 — 15 января 1993)
- Форри Смит (Forry Smith)[англ.] (Риз Уокер / Reese Walker) (1992 — 15 января 1993)

### Остальные (курсивом— эпизодические герои)
- Стивен Медоус (Stephen Meadows)[англ.] — Питер Флинт / Peter Flint (30 июля 1984—1985, 1986)
- Мэйло Маккэслин (Maylo McCaslin) — Салли Тэйлор № 2 / Sally Taylor (1984)
- Андреа Говард (Andrea Howard) — Вероника Гейли / Veronica Gayley (1984 — 1985)
- Пола Келли (Paula Kelly) — Джинджер Джонс / Ginger Jones (1984,1985)
- Боб Маклин (Bob McLean) — Джефф Барбер / Jeff Barber (1984-1985)
- Лорен Чэйз (Lauren Chase) — леди Элизабет Пил / Elizabeth Peale (1984-1985)
- Виктор Бевин (Victor Bevine) — Хэнк Джадсон № 2 / Hank Judson (1985)
- Мартина Деньян (Martina Deignan) — Джеки Паркс / Jackie Parks (1985)
- Карл Хельд (Carl Held) — Д-р Леонард Ренфро № 1 / Leonard Renfro (1985)
- Джордан Чарни (Jordan Charney) — Д-р Леонард Ренфро № 2 (1985)
- Ник Анготти (Nick Angotti) — окружной прокурор Тони Паттерсон № 1 / Tony Patterson (1985)
- Майкл Кавано (Michael Cavanaugh) — окружной прокурор Тони Паттерсон № 2 (1985—1986)
- Вольф Мюзер (Wolf Muser) — Марчелло Армонти / Marcello Armonti (1985)
- Сюзанн Маршалл (Suzanne Marshall) — Мэгги Гиллис / Maggie Gillis (1985)
- Джоэл Бэйли (Joel Bailey) — Линдсэй Смит / Lindsay Smith (1985)
- Джоэл Крозерс (Joel Crothers)[англ.] — Джек Стэнфилд Ли (Jack Stanfield Lee)/ Джерри Купер (Jerry Cooper) (1985)
- Ронни Шелл (Ronnie Schell) — Фрэнк Армстед / Frank Armsted (1985, 1988), ангел Пэдди (1989, 1990)
- Дина Дитрих (Dena Dietrich) — Кэйти Уоллес / Katie Wallace (1985—1986)
- Джек Картер (Jack Carter) — Гленн Уоллес / Glenn Wallace (1985)
- Триша Каст (Tricia Cast)[англ.] — Кристи Дюваль / Christie Duvall (1985)
- Пэйдж Моузли (Page Mosely)[англ.] — Дилан Хартли / Dylan Hartley(1985—1986)
- Тай Хендерсон (Ty Henderson) — Сэм Уильямс / Sam Williams (1985-1986)
- Дэвид Хаскелл (David Haskell)[англ.] — Ник Хартли / Nick Hartley (1985-1986)
- Джефф Померанц (Jeff Pomerantz) — Эрик Тайлер / Eric Tyler (1985)
- Берни Уайт (Bernie White) — Анхель Рамирес № 1/ Angel Ramirez (1985, 1986, 1987)
- Дэвид Лабиоса (David Labiosa) — Анхель Рамирес № 2 (1986)
- Харли Джейн Козак (Harley Jane Kozak) — Мэри Дюваль / Mary Duvall (1985—1986, 1989)
- Грэйс Забриски (Grace Zabriskie) — Теда Дюваль Бассетт / Theda Duvall Bassett (1985)
- Эшби Адамс (Ashby Adams) — Стив Бассетт / Steve Bassett (1985)
- Джо Масколо (Joe Mascolo) — Карло Меркадо / Carlo Mercado (1985)
- Кэти Шауэр (Kathy Shower) — Джэнис Харрисон / Janice Harrison (1985-1986)
- Джозеф Боттомс (Joseph Bottoms)[англ.] — Керк Крэнстон № 1 / Kirk Cranston (1985—1986, 1987, 1989, 1990)
- Роберт Ньюман (Robert Newman)[англ.] — Керк Крэнстон № 2 (1986)
- Роберт Талер (Robert Thaler)[англ.] — Перл Брэдфорд / Pearl Bradford (1985—1988)
- Филлип Како (Phillip Kako) — Базз № 1 / Buzz (1985-1986)
- Присцилла Моррилл (Priscilla Morrill) — мать Изабел / Mother Isabel (1985-1986)
- Джон Линдстром (Jon Lindstrom) — Марк Маккормик / Mark McCormick (1985-1986)
- Брайан Мэттьюс (Brian Matthews) — Дэвид Лоран / David Laurent (1986)
- Терри Трис (Terri Treas) — Шейла Карлайл / Sheila Carlyle (1986)
- Ларри Пойндекстер (Larry Poindexter) — Джастин Мур /Justin Moore (1986)
- Бен Пьяцца (Ben Piazza) — Д-р ЭйЭл Роулингс / A.L. Rawlings (1986)
- Гэри Аллен (Gary Allen) — Оуэн Коэн / Owen Cohen (1986)
- Стони Джексон (Stoney Jackson) — Пол Уитни / Paul Whitney (1986—1987)
- Джастин Дис — Кейт Тиммонс № 1 / Keith Timmons (1986—1988)
- Робин Стрэнд (Robin Strand) — Кейт Тиммонс № 2 (1988) — временная замена
- Джон Новак (John Novak)[англ.] — Кейт Тиммонс № 3 (1990—1991)
- Мари-Ализ Рекаснер (Marie-Alise Recasner)[англ.] — Элис Джексон / Alice Jackson (1986—1987)
- Дэвид Фонтено (David Fonteno) — Гас Джексон / Gus Jackson (1986—1987)
- Кайл Секор (Kyle Secor) — Брайан Брэдфорд / Brian Bradford (1986—1987)
- Джейн Сиббетт (Jane Sibbett) — Джейн Уилсон / Jane Wilson (1986—1987)
- Росс Кеттл (Ross Kettle)[англ.] — Джеффри Конрад / Jeffrey Conrad (1986—1989)
- Джон Уэсли Шипп (John Wesley Shipp) — Мартин Эллис / Martin Ellis (1986)
- Рик Эдвардс (Rick Edwards)[англ.] — Джэйк Мортон / Jake Morton (1987—1988)
- Чип Мэйер (Chip Mayer)[англ.] — ТиДжей Дэниелс / T.J. Daniels (1987—1989)
- Тэмлин Томита (Tamlyn Tomita) — Мин Ли / Ming Li (1988)
- Винсент Айризарри (Vincent Irizarry)[англ.] — доктор Скотт Кларк / Scott Clark (1987—1989)
- Рэндэлл Брэди (Randall Brady) — бармен Кен / Ken (1987)
- Сьюзен Кребс (Susan Krebs) — Шэрон Ноэлс / Sharon Noels (1987)
- Сачи Паркер (Sachi Parker) — Люси Пикетт № 1 / Lucy Pickett (1987)
- Уиш Фоули (Wish Foley) — Люси Пикетт № 2 (1987)
- Майкл Даррелл (Michael Durrell) — доктор Алекс Николас / Alex Nickolas(1987—1988)
- Скотт Джэк (Scott Jaeck)[англ.] — Кэйн Гарвер / Cain Garver (1987—1988)
- Элли Уокер (Ally Walker) — Андреа Бедфорд / Andrea Bedford (1988)
- Айлин Барнетт (Eileen Barnett) — Марша Коннорс / Marsha Connors (1987), Сидни Шмидт / Sydney Schmidt (1990)
- Марк Шнайдер (Mark Schneider) — Пол Маршалл / Paul Marshall (1987)
- Марк Хаттер (Mark Hutter) — Мел Сток / Mel Stock (1987—1988)
- Кэролайн Барри (Carolyne Barry) — Оливия Уэллс № 1 / Olivia Welles (1987)
- Мелинда О.Фи (Melinda O.Fee) Оливия Уэллс № 2 (1987)
- Лоэнн Бишоп (Loanne Bishop) — Рита Грант / Rita Grant (1987—1988)
- ДиАнна Роббинс (DeAnna Robbins) — Кэтлин Макдугалл / Kathleen McDougall (1987—1988)
- ДжейЭй Престон (J.A. Preston) — Ричард Мэттьюс / Richard Matthews (1987—1988)
- Чак Маккэнн (Chuck McCann) — Крис Крингл / Kris Kringle (1987, 1988, 1990)
- Джеймс Луизи (James Luisi) — Бен Кларк / Ben Clark (1987—1988)
- Ева ЛяРю (Eva LaRue) — Марго Коллинс / Margot Collins (1988)
- Филлис Фрелих (Phyllis Frelich)[англ.] — сестра Сара / sister Sarah (1988)
- Бёрр ДеБеннинг (Burr DeBenning) — Эд Томпсон / Ed Thompson (1988)
- Ли Макклоски (Leigh McCloskey)[англ.] — доктор Зак Келтон / Zack Kelton (1988—1989), позже — Итан Эшер / Ethan Asher (1989—1990)
- Келли Энн Конн (Kelly Ann Conn) — Ванда Берковски / Wanda Berkowski (1988—1989)
- Том О'Рурк (Tom O’Rourke) — Джэйсон Джэйкобсон / Jason Jacobson (1988)
- Дебора Поллак (Deborah Pollack) — сестра Агата / sister Agatha (1988)
- Мария Майензет (Maria Mayenzet) — д-р Дайэн Бентли / Diane Bentley (1988—1989)
- Оливер Кларк (Oliver Clark) — Марио Тальятти / Mario Tagliatti (1988—1989)
- Дениз Джентайл (Denise Gentile) — Ванесса ДеФранко / Vanessa DeFranco (1989)
- Мег Беннетт (Meg Bennett)[англ.] — Меган Ричардсон / Megan Richardson (1989)
- Джинна Майклс (Jeanna Michaels) — Лидия Сондерс / Lydia Saunders (1988—1989)
- Рене Пропс (Renee Props) — Баффи Макинтайр / Buffy McIntire (1988)
- Миранда Уилсон (Miranda Wilson)[англ.] — Сандра Миллс / Sandra Mills (1989)
- Уоррен Бёртон (Warren Burton)[англ.] — майор Филлип Гамильтон / Phillip Hamilton (1988—1989)
- Джон Кэллахан (John Callahan)[англ.] — Крэйг Хант / Craig Hunt (1989—1992)
- Мишель НиКастро (Michelle NiCastro) — Саша Шмидт / Sasha Schmidt (1989—1990)
- Митчелл Райан (Mitchell Ryan) — Энтони Тонелл / Anthony Tonell (1989)
- Кристофер Норрис (Christopher Norris) — Лора Эшер / Laura Asher (1989—1990)
- Бриттэн Фрай (Brittain Frye) — Боун Питерсон / Bone Peterson (1989)
- Сью Багден (Sue Bugden) — Бриджет Ренфилд / Bridget Renfield (1989—1990)
- Констанс Мари (Constance Marie) — Никки Альварес / Nikki Alvarez (1989—1990)
- Элизабет Маклеллан (Elizabeth Maclellan) — Грета МакАдамс / Greta MaAdams (1989—1990)
- Джозеф Кали[англ.] (Joseph Cali) — Джек Данте / Jack Dante (1989—1990)
- Джон Варгас (John Vargas) — Маркос Льямера № 2 / Marcos Llamera (1990)
- Лео Гарсия (Leo Garcia) — Маркос Льямера № 3 (1990)
- Джеймс Хили (James Healey)[англ.] — Дерек Гриффин / Derek Griffin (1990)
- Ричард Хэтч (Richard Hatch) — Стивен Слэйд № 1 / Stephen Slade (1990)
- Джон О'Хэрли (John O'Hurley)[англ.] — Стивен Слэйд № 2 (1990—1991)
- Роберта Бизо (Roberta Bizeau)[англ.] — Флэйм Бофорт № 1 / Flame Beaufort (1990—1991)
- Маргерит Хики (Marguerite Hickey) — Флэйм Бофорт № 2 (1991)
- Роско Борн (Roscoe Born)[англ.] — Роберт Барр / Robert Barr (1989—1990), позже — Куинн Армитэдж / Quinn Armitage (1990—1991)
- Роули Вальверде (Rawley Valverde) — Амадо Гонсалес / Amado Gonzalez (1990—1991)
- Венделл Грэйсон (Wendell Grayson) — лейтенант Виктор Босуэлл № 1 / Victor Boswell (1988)
- Рик Фиттс (Rick Fitts) — лейтенант Виктор Босуэлл № 2 (1988)
- Расселл Кэрри (Russel Curry)[англ.] — лейтенант Виктор Босуэлл № 3 (1988—1992)
- Том Райт (Tom Wright) — лейтенант Виктор Босуэлл № 4 (1992)
- Джули Сент-Клэр (Julie St. Claire) — Тоуни Ричардс / Tawny Richards (1990)
- Дженни Лестер-Маккиэн (Jenny Lester-McKeon) — Гретхен Ричардс № 1 / Gretchen Richards (1990)
- Розалин Аллен (Rosalind Allen) — Гретхен Ричардс № 2 (1990)
- Шэронли Маклин (Sharonlee McLean) — Энни ДеДжераламо / Annie DeGeralamo (1990)
- Аллан Миллер (Allan Miller) — Харланд Ричардс / Harland Richards (1990)
- Мария Эллингсен (Maria Ellingsen) — Катрина Райкер / Katrina Ruyker (1991—1992)
- Нина Арвесен (Nina Arvesen)[англ.] — Селия Роббинс / Celia Robbins (1987), Анджела Кэссиди Рэймонд / Angela Cassidy Raymond (1991—1993)
- Джон Бек (John Beck) — Дэвид Рэймонд / David Raymond (1991—1992)
- Терри Гарбер (Terri Garber) — Сьюзен Колльер / Susan Collier (1991—1992)
- Кай Вульфф (Kai Wulff) — Андре Вулф / Andre Wolfe (1991)
- Лесли Райан (Leslie Ryan) — Лиза Фенимор № 1 / Lisa Fenimore (1992)
- Бриджетт Уилсон (Bridgette Wilson) — Лиза Фенимор № 2 (1992—1993)
- Таао Пенглис (Thaao Penghlis)[англ.] — Майка ДеАнджелис / Micah DeAngelis(1992—1993)
- Стивен Николс (Stephen Nichols)[англ.] — доктор Скайлер Гейтс / Skyler Gates (1992)
- Чарльз Грант (Charles Grant)[англ.] — Коннор Маккэйб / Connor McCabe (1992—1993)
- Марк Маккой (Mark McCoy) — Кен Мэтис / Ken Mathis (1992—1993)
- Криста Тесро (Krista Tesreau) — Энди Кляйн / Andi Klein (1992—1993)
- Кристина Брашья (Christina Brascia) — Аврора ДеАнджелис / Aurora DeAngelis (1992—1993)
- Николас Уокер (Nicholas Walker) — Фрэнк Гудман / Frank Goodman (1992—1993)
- Нэн Мартин (Nan Martin) — Эбигейл Бекуит / Abigail Beckwithe (1992)
- Рик Кой (Rick Coy) — Рич Лэндерс № 1/ Rich Landers (1992)
- Лонни Куинн (Lonnie Quinn) — Рич Лэндерс № 2 (1992)
- Рия Павиа (Ria Pavia) — Элейн Барновски / Elaine Barnowski (1992)
- Энрико Мутти (Enrico Mutti) — Джованни ДеАнджелис / Giovanni DeAngelis (1992—1993)
- Сюзанна Вентулетт (Suzanne Ventulett) — Грэйси-Ли Лайвли / Gracie-Lee Lively (1992—1993)

### Детские роли
- Скотт Кёртис (англ.) (Брэндон Демотт Кэпвелл № 1) (1984—1985)
- Брэндон Колл (Брэндон Демотт Кэпвелл № 2) (1985—1987)
- Дэвид Зебулон[англ.] (David Zebulon) (Брэндон Демотт Кэпвелл № 3, временная замена) (1985)
- Брайан Отенрит (англ.) (Брэндон Демотт Кэпвелл № 4, временная замена) (1986)
- Уилл Эстес[англ.] (Will Estes) (Брэндон Демотт Кэпвелл № 5, временная замена) (1987)
- Джастин Гокки (англ.) (Брэндон Демотт Кэпвелл № 6) (1987—1992)
- Дэниел Колод[англ.] (Чэннинг «Чип» Кэпвелл Третий № 1) (1987)
- Брюс Вулли[англ.] (Чэннинг «Чип» Кэпвелл Третий № 2) (1988—1989)
- Айвэн Вулли[англ.] (Чэннинг «Чип» Кэпвелл Третий № 2) (1988—1989)
- Брэндон Фармер[англ.] (Чип Кастильо № 3) (1989—1992)
- Даниэль Диркес[англ.] (Саманта Уэйнрайт Кэпвелл № 1) (1987—1988)
- Леонардо ДиКаприо (Мэйсон Кепвелл в детстве) (1990)
- Эрин Мур[англ.] (Саманта Уэйнрайт Кэпвелл № 2) (1988— 15 января 1993)
- Кейтлин Мур[англ.] (Саманта Уэйнрайт Кэпвелл № 2) (1988—1992)
- Джаклин Костакес[англ.] (Адриана Кастильо № 1) (1989)
- Кэтрин Костакес[англ.] (Адриана Кастильо № 1) (1989)
- Паулина Рут[англ.] (Адриана Кастильо № 2) (1989—1991)
- Софи Рут[англ.] (Адриана Кастильо № 2) (1989—1991)
- Чэйз Сандерс[англ.] (Адриана Кастильо № 3) (1991—1992)
- Пэйдж Ганкема[англ.] (Чэннинг Кэпвелл Третий) (1992—1993)
- Линдси Ганкема[англ.] (Чэннинг Кэпвелл Третий) (1992—1993)

## Съёмочная группа
На протяжении первых трёх лет съёмок шоу съёмочная команда сериала работала под руководством супружеской четы Добсон — Бриджет и Джерома — ведущих сценаристов и исполнительных продюсеров, и оставалась неизменной. Соисполнительным продюсером во время работы над первым сезоном был Джеффри Хайден, затем ему на смену пришла Мэри-Эллис Бьюним. В 1987 после неожиданного увольнения Добсонов позицию ведущего сценариста занял их младший помощник, Чарльз Прэтт-младший, его напарницей в создании сценария стала Энн Говард Бэйли, занимавшая эту должность до 1989 года, когда ей на смену пришла Шери Андерсон.
Джилл Фаррен Фелпс работала исполнительным продюсером до 1991 года. В 1990 году Чарльз Прэтт-младший был уволен, его место заняла Мэрилин Тома, которая была уволена вместе с исполнительным продюсером Джоном Конбоем после того, когда Добсоны через суд получили право вернуться к работе над шоу. В 1992 году Супругов уволили снова, и должность исполнительного продюсера занял Пол Раух, а последним ведущим сценаристом стала Пэм Лонг. По мнению критиков, именно её видение новых персонажей не соответствовало образу сериала в целом, из-за чего он стал катастрофически терять рейтинг и был закрыт.

## Реакция

### Рейтинги
Хотя сериал добился невероятной популярности во всём мире, он не снискал такой же славы в США. В премьерный сезон (1984—1985) шоу заняло 11 место со средним показателем 3,4, поднявшись на одну строчку во втором сезоне с 4,2. К 1987 году шоу получило самый высокий рейтинг за историю своего существования 4,9, всё ещё занимая 10-ю позицию. Причём сезон 1987—1988 года стал успешным по показателям дневного шоу для канала NBC, который не мог похвастаться такими рейтингами с 1970-х. Рост показателей не был продолжительным, но шоу всё ещё шло впереди другой мыльной оперы «Любящие» (англ. Loving) вплоть до его отмены.
Рейтинги сериала значительно упали летом 1989 года, после того, как его покинул первый исполнитель роли Мэйсона Лейн Дэвис.

### Популярность
В 1985 году, когда вышла серия, по сюжету которой Августа Локридж временно ослепла после взрыва в туннеле, Рональд Рейган прислал игравшей её актрисе Луизе Сорел письмо, в котором вместе с женой выражал соболезнования и пожелания скорейшего выздоровления.
У сериала был свой официальный российский фан-клуб, которому было выделено несколько страниц в газете «Экспресс-Газета». Феномен сериала в России стал одним из сюжетов знаменитой серии телепередач «Намедни» — авторского проекта ведущего Леонида Парфёнова. Кроме того, сериал был самым длинным из всех когда-либо транслировавшихся в России, пока не уступил первое место отечественному детективному сериалу "След", который транслируется с осени 2007 года по настоящее время (март 2025) и в котором снято уже более 3200 серий.

### Награды
| Год  | Премия                     | Номинация |
| ---- | -------------------------- | --- |
| 1993 | Дневная премия «Эмми»      | Outstanding Achievement in Music Direction and Composition for a Drama Series |
| 1992 | Дайджест мыльных опер      | Best Death Scene: Daytime: Марси Уокер |
| 1991 | Daytime Emmy Awards        | Outstanding Achievement in Hairstyling for a Drama Series Outstanding Achievement in Lighting Direction for a Drama Series Outstanding Drama Series Directing Team Outstanding Drama Series Writing Team |
| 1991 | Soap Opera Digest Awards   | Outstanding Lead Actor: Daytime: Эй Мартинес |
| 1990 | Daytime Emmy Awards        | Outstanding Achievement in Lighting Direction for a Drama Series Outstanding Drama Series Outstanding Drama Series Directing Team Outstanding Lead Actor in a Drama Series: Эй Мартинес Outstanding Supporting Actor in a Drama Series: Генри Дэрроу |
| 1990 | Soap Opera Digest Awards   | Outstanding Comic Actor: Daytime: Джо Маринелли Outstanding Comic Actress: Daytime: Робин Мэттсон Outstanding Daytime Serial Outstanding Lead Actor: Daytime: Эй Мартинес Outstanding Lead Actress: Daytime: Марси Уокер Outstanding Storyline: Daytime: Eden’s Rape Outstanding Super Couple: Daytime: Эй Мартинес и Марси Уокер Outstanding Supporting Actress: Daytime: Джейн Эй. Роджерс                                 |
| 1990 | Casting Society of America | Best Casting for TV Soaps |
| 1989 | Daytime Emmy Awards        | Outstanding Achievement in Hairstyling for a Drama Series Outstanding Achievement in Makeup for a Drama Series Outstanding Drama Series Outstanding Drama Series Writing Team Outstanding Juvenile Male in a Drama Series: Джастин Гокки Outstanding Lead Actress in a Drama Series: Марси Уокер Outstanding Supporting Actor in a Drama Series: Джастин Дис Outstanding Supporting Actress in a Drama Series: Нэнси Ли Гран |
| 1989 | Soap Opera Digest Awards   | Outstanding Comic Performance by an Actress: Daytime: Робин Мэттсон Outstanding Heroine: Daytime: Марси Уокер |
| 1988 | Daytime Emmy Awards        | Outstanding Achievement in Music Direction and Composition for a Drama Series Outstanding Drama Series Outstanding Supporting Actor in a Drama Series: Джастин Дис |
| 1988 | Soap Opera Digest Awards   | Outstanding Actor in a Supporting Role: Daytime: Николас Костер Outstanding Hero: Daytime: Эй Мартинес Outstanding Heroine: Daytime: Робин Райт Outstanding Villain: Daytime: Джастин Дис |
| 1987 | Daytime Emmy Awards        | Outstanding Achievement in Music Direction and Composition for a Drama Series Outstanding Guest Performer in a Drama Series: Джон Уэсли Шипп |
| 1987 | Young Artist Award         | Exceptional Performance by a Young Actor in a Daytime Series: Брэндон Колл |
| 1986 | Soap Opera Digest Awards   | Outstanding Actress in a Supporting Role on a Daytime Serial: Харли Джейн Козак Outstanding Villainess in a Daytime Serial: Линда Гиббони |
| 1986 | Young Artist Award         | Outstanding Young Actor — Regular Daytime Serial: Брэндон Колл |
| 1985 | Daytime Emmy Awards        | Outstanding Achievement in Graphics and Title Design |

## Трансляция
В США сериал транслировался с 30 июля 1984 года по 15 января 1993 на телеканале NBC.
| Страна               | Телеканал                          | Годы трансляции |
| -------------------- | ---------------------------------- | --------------- |
| США                  | NBC                                | 1984—1993       |
| Австралия            | Channel 10                         | 1987—1994       |
| Австрия              | ORF 2                              | 1996—1997       |
| Албания              | Dint TV                            | 1998—2006       |
| Беларусь             | БТ                                 | 1996—2002       |
| Болгария             | Канал 1                            | 1994—1997       |
| Великобритания       | ITV Network, Sky                   | 1984—1990       |
| Камерун              | CRTV                               | 1990—1993       |
| Румыния              | TVR1, TVR2                         | 1994—2003       |
| Украина              | РТР, УТ-2, Уника-ТВ                | 1992—1997       |
| Россия               | РТР                                | 1992—2002       |
| Китай                | Star Plus                          | 1990—1999       |
| Гонконг              | Star Plus                          | 1990—1999       |
| Китайская Республика | Star Plus                          | 1990—1999       |
| Индия                | Star Plus                          | 1990—1999       |
| Индонезия            | Star Plus                          | 1990—1999       |
| Сингапур             | Star Plus                          | 1990—1999       |
| Непал                | Star Plus                          | 1990—1999       |
| Пакистан             | Star Plus                          | 1990—1999       |
| Вьетнам              | Star Plus                          | 1990—1999       |
| Филиппины            | Star Plus                          | 1990—1999       |
| Республика Корея     | Star Plus                          | 1990—1999       |
| Япония               | Star Plus, Star World, SkyPerfecTV | 1990—1999       |
| Греция               | Mega Channel                       | 1990—1996       |
| Эстония              | Kanal 2                            |                 |

### В других странах

#### Россия
В России сериал стал первой американской мыльной оперой после распада Советского Союза, и был показан не полностью: трансляция началась с 217 серии (в которой Круз Кастильо раскрывает тайну убийства Ченнинга-младшего), а закончилась на 2040. Он шёл на телеканале РТР со 2 января 1992 по 17 апреля 2002 года, с неоднократными перерывами в показе.
До апреля 1996 года показ происходил 3 раза в неделю, обычно по средам, четвергам и пятницам в вечернее время, с утренним повтором серий. С 1 апреля по 30 августа 1996 года сериал демонстрировался по будням, с понедельника по пятницу в 20:45 (позднее в 20:30), с утренним повтором серий в 10:05. С 2 сентября 1996 по 31 июля 1998 года премьерные серии демонстрировались по утрам с повтором вечером. С 3 августа 1998 года по 5 апреля 1999 года сериал демонстрировался только в утреннее время, вечерние повторы были прекращены. В ноябре 1998 года сериал не демонстрировался по причине забастовки актёров озвучивания, 30 ноября 1998 года показ был восстановлен. Спустя несколько месяцев сериал вновь прервали — 5 апреля 1999 года в 10:00 была показана 1304-я серия (в оригинале — 1520-я), после чего сериал сняли с эфира по финансовым причинам (слишком высокая стоимость закупки серий). Однако благодаря многочисленным просьбам зрителей канал РТР вернул сериал в эфир с 21 февраля 2000 года, закупив ещё 520 серий. Показ осуществлялся также в будние дни, в 11:05 (с 31 июля 2000 года — после 11-часового выпуска «Вестей», в 11:30).
Последняя в России показанная серия, 2040-я по счёту, была 17 апреля 2002 года, в 11:20 утра, после чего канал окончательно оборвал показ. По этой причине российский зритель так и не увидел финальные 97 серий телесаги. Причин для закрытия было несколько: падение интереса у зрителей (к тому моменту уже транслировалась та часть сериала, которая аналогично не возымела успеха у американской аудитории), выше упомянутая дороговизна закупки серий и истечение у РТР срока действия контракта с правообладателем (который закончился как раз на 2040-й серии). Таким образом, в России были продемонстрированы всего 1824 серии из 2137.
Примечательно, что если со 2 января 1992 года по 5 апреля 1999 года РТР вёл свой счёт серий так: 217-я серия считалась 1-й, пятисотая серия — 284-й, и тому подобное, то с 21 февраля 2000 года нумерация серий представлялась в оригинальном виде.

#### Украина
На Украине до 1 сентября 1995 года зрители смотрели сериал на канале РТР (до 731 серии включительно), затем сериал шёл на той же частоте на канале УТ-2 с 4 сентября 1995 (начиная с 732 серии) уже с украинским озвучиванием в 19:30 5 раз в неделю с повтором в 10:30. 31 декабря 1996 года была показана 1082 серия, после которой сериал исчез из эфира в связи с началом вещания телеканала 1+1. 15 апреля 1997 года сериал выходит на киевском дециметровом канале Уника-ТВ. 11 июля 1997 года вышла 1139 серия, которая стала последней серией на украинском телевидении. Без всяких объяснений показ был прерван и больше не возобновлён.